# Le Soleil des voyous
Pour plus de détails, voir Fiche technique et Distribution.
Le Soleil des voyous est un film franco-italien, réalisé par Jean Delannoy, sorti en 1967.

## Synopsis
Ancien truand retiré des « affaires », Denis Farand (Jean Gabin), dit « Le Fignoleur », coule des jours paisibles avec son épouse Marie-Jeanne (Suzanne Flon) dans une petite ville de l'Eure en Normandie, où l'on ignore tout de son passé. Il y est propriétaire d'un bar, le « Domino », géré par Betty (Margaret Lee), une de ses anciennes maîtresses, beaucoup plus jeune que lui. Il possède aussi une petite auberge, « La Chaumière », et un garage automobile le « Central Garage ».
Un jour, il découvre que l'un des serveurs se livre au trafic de drogue dans son auberge. Furieux, il met immédiatement un terme à l'affaire. Mais la bande qui contrôle le trafic ne l'entend pas de cette oreille. Elle organise une expédition punitive dans son auberge pour le mettre au pas. À sa grande surprise, l'un des hommes de main est Jim Beckley (Robert Stack), un vieil ami américain, ancien soldat de fortune et aventurier, rencontré jadis à Saïgon. Les amis retrouvés mettent en déroute les autres truands. Comprenant que la bande ne laissera pas le félon tranquille, Denis décide de cacher l'Américain chez lui.
Le lendemain, il révèle à l'ami retrouvé son secret : depuis des années, par goût et par nostalgie, il échafaude très minutieusement le cambriolage d'une agence bancaire située juste en face de son bar.

## Fiche technique
- Titre français : le Soleil des voyous
- Titre italien : Il più grande colpo del secolo
- Pays :  France,  Italie
- Date de sortie : 31 mai 1967 (France)
- Réalisation : Jean Delannoy
- Scénario - Adaptation : Jean Delannoy, Alphonse Boudard d'après un roman de J.M. Flynn, The Action Man (éditions Gallimard)
- Dialogues : Alphonse Boudard
- Assistant réalisateur : François Dupont-Midy
- Production : Raymond Danon pour Fida Cinematografica, Les Films Copernic et Maurice Jacquin Films, Vertrieb Film (Berlin)
- Distribution UFA COMACICO
- Directeur de production : Eric geiger
- Musique originale : Francis Lai (aux éditions Hortensia)
- Images : Walter Wottitz
- Opérateur : Henri Tiquet, assisté de Bob Pater
- Son : Jean Rieul
- Décors : René Renoux, assisté de Pierre Tyberghein
- Montage : Henri Taverna, assisté de Marie-Claude Bariset
- Photographe de plateau : Marcel Dole
- Script-girl : Claude Vériat
- Bagarres réglées par Claude Carliez
- Régisseur général : Jean Pieuchot
- Ensemblier : René Joint
- Maquillage : Lina Gallet, Yvonne Gasperina
- Pellicule : 35 mm, procédé Eastmancolor-Franscope - Système sonore Westrex
- Tirage : Laboratoire Franay L.T.C Saint-Cloud
- Tournage dans les studios de Boulogne, extérieurs à Saint-Germain-en-Laye
- Générique : Jean Fouchet
- Durée : 100 minutes
- Genre : Aventure policière
- Première présentation le 31/05/1967
- Visa d'exploitation : 22231

## Distribution
- Jean Gabin : Denis Farand, aubergiste, ex-truand dit « Le Fignoleur »
- Robert Stack : Jim Beckley, l'ami de Denis Farand
- Margaret Lee (VF : Michèle Bardollet) : Betty, la maîtresse de Jim et associée de Denis
- Jean Topart : Monsieur Henri
- Walter Giller : Maurice Labrousse, l'homme recruté par Denis
- Lucienne Bogaert : la mère de M. Henri
- Georges Lycan : Tonio, un malfrat
- Albert Michel : Gaston, l'employé du garage
- Henri Coutet : le vigile
- Bernard Musson : M. Charles Goulette, l'employé du « Crédit Industriel du Nord »
- Pierre Koulak : Ange Peresi, le Marseillais
- Mino Doro (VF : Henry Djanik) : Luigi Savani, le chef des truands
- Bob Ingarao : un complice des malfrats
- Carlo Nell : un malfrat
- Pierre-Jacques Moncorbier : le client ivre
- Jo Dalat : un faux éboueur
- Roger Fradet : un faux éboueur
- Dominique Zardi : un malfrat
- Suzanne Flon : Marie-Jeanne Farand, la femme de Denis
- Luce Fabiole : Angèle, la femme de ménage des Farand
- Olga Valery : la femme droguée, attablée à l'auberge
- Nicole Desailly : Hélène
- Micheline Sandrel : la présentatrice à la télévision
- Louis Viret : l'employé de la voirie
- Yvon Sarray : le directeur de la banque
- Édouard Francomme : un client
- Bernard Charlan : le commissaire Leduc
- Antoine Marin : le chef cuisinier
- Paul Bisciglia : le serveur qui revend de la drogue
- Roland Malet : le brigadier
- Yves Barsacq : le loueur de véhicules
- Michel Nastorg : M. Coulomb, le directeur du service de la voirie
- Maurice Seveno : le journaliste à la télévision (lui même)
- Antoine Baud : un policier de la route
- Alain Janey : l'autre policier de la route
- Marcel Gassouk : un truand complice de Luigi
- Yvan Chiffre
- Georges Aminel : « rôle coupé au montage »

## Répliques du film
- « La respectabilité ça se mesure chez le percepteur ».
- « Je suis comme les vieux chênes, tous les ans une épaisseur de plus ».
- « La peinture c'est comme l'armée, faut pas chercher à comprendre ».